# Hashimoto, Wakayama
Hashimoto (japanska: 橋本市?, Hashimoto-shi) är en stad i Wakayama prefektur i Japan. Staden fick stadsrättigheter 1955.